# 大碇剛
大碇 剛（おおいかり つよし、1972年6月16日 - ）は、京都市西京区出身で伊勢ノ海部屋に所属した元大相撲力士。本名は齋藤 剛（さいとう つよし）。身長177cm、体重137kg。最高位は東前頭11枚目（2000年3月場所）。現在は年寄・甲山。

## 来歴
京都商業（3年次より京都学園）高校時代には全国大会の優勝経験があり、同志社大学でも全国大会で活躍した。勧誘にやってきた伊勢ノ海親方や後援会などからは大文字以来となる京都府出身関取を嘱望されたことで入門を決意し、大学の1年先輩である土佐ノ海が所属する伊勢ノ海部屋に入門し、「大碇」の四股名で1995年3月場所に幕下付出（60枚目格）で初土俵を踏んだ。本人は伝統の四股名を貰い、おめおめと京都には帰れないと覚悟した。立合いから一気に押す正統派の突き押し相撲で期待された。
小兵のため幕下上位で苦労したが、1997年5月場所に新十両への昇進を果たした。京都府出身としては13人目の関取であり、これ以前は大文字の引退以降23年10か月に渡って京都府出身の関取経験者が不在となっていた。その後、幕下へ陥落したこともあったものの、1998年5月場所では10勝5敗の成績を挙げて初の十両優勝を果たし、続く7月場所と9月場所でも勝ち越しを決め、同年11月場所に新入幕を果たした。その場所では5勝10敗と大敗して1場所で十両へ陥落し、1999年は十両上位に位置し再入幕は果たせずにいたが、2000年1月場所に再入幕を果たし、その場所で8勝7敗と幕内で初めての勝ち越しを決めた。しかし、翌3月場所では5勝10敗と大敗し、翌5月場所で再び十両へと陥落した。
2001年11月場所では東十両3枚目の位置で11勝4敗の好成績を挙げて2回目の十両優勝を果たし、翌2002年1月場所で3回目の入幕を果たしたものの、その場所も含めて4場所連続で幕内で負け越し、同年7月場所を最後に幕内へ復帰することはできず、結局、幕内での勝ち越しは2001年1月場所の1場所のみに終わり、幕内への定着は果たせなかった。怪我の影響により、2004年9月場所には幕下に陥落し、その場所では2勝5敗と負け越し、翌11月場所でも3勝4敗と負け越したのを最後に現役を引退、準年寄・大碇となった。
2005年5月に借株で年寄・甲山を襲名し、その後、年寄名跡を正式に取得して、現在は伊勢ノ海部屋の部屋付き親方として後進の指導に当たっている。伊勢ノ海が協会の業務を中心とするようになってから、部屋の現場監督的存在になった。相撲体操などを通じて一般のファンへの相撲普及も図っている。

## エピソード
- 関取時代には地元の京都放送において、ニュース番組で「今日の大碇」と題したコーナーを設けて取組の結果が紹介されていた[1]。
- 同郷および同志社大学の同期にあたる元アーティスティックスイミング選手の奥野史子と交流があり、大阪場所前には奥野がレギュラー出演[注 1]していたラジオ番組『上泉雄一のええなぁ!』（MBSラジオ）に、部屋の関取衆と共にゲスト出演することが恒例となっていた。
- 大相撲中継での解説は、低音で関西弁の語り口が特徴的。
- 2000年9月場所（西十両筆頭）で不戦勝を2つ記録したが、その2つとも相手力士（琴錦と水戸泉）の引退に伴う不戦勝であるという、非常に珍しいことがあった。

## 家族
妻との間に3男1女。2012年1月に生まれた第4子の長女が2013年3月に死去。同年6月19日には癌を患っていた妻が急死。
長男と二男はいずれも伊勢ノ海部屋所属力士の藤ノ川成剛と碇潟忠剛。大碇と藤ノ川（十両昇進時は若碇）は史上13組目の親子関取である。碇潟は2025年1月場所で高校生では初となる三段目付出を承認される形で初土俵を踏んだ。藤ノ川と碇潟はともに東京育ちだが、日本相撲協会からは大碇と同じ京都府京都市西京区出身とアナウンスされている（藤ノ川は2024年3月場所以降、碇潟は入門当初より）。

## 主な成績

### 通算成績
- 通算成績：356勝336敗57休（59場所）.514
- 幕内成績：45勝60敗（7場所）.429

### 各段優勝
- 十両優勝：2回（1998年5月場所、2001年11月場所）

### 場所別成績
| | 一月場所 初場所（東京） | 三月場所 春場所（大阪）  | 五月場所 夏場所（東京） | 七月場所 名古屋場所（愛知） | 九月場所 秋場所（東京） | 十一月場所 九州場所（福岡） |
| --- | ----------------------- | ------------------------ | ----------------------- | --------------------------- | ----------------------- | --------------------------- |
| 1995年 （平成7年） | x                       | 幕下付出60枚目 6–1       | 東幕下31枚目 3–4        | 西幕下46枚目 6–1            | 東幕下21枚目 3–4        | 西幕下28枚目 4–3            |
| 1996年 （平成8年） | 西幕下20枚目 5–2        | 東幕下10枚目 5–2         | 東幕下5枚目 5–2         | 東幕下筆頭 3–4              | 西幕下5枚目 3–4         | 西幕下9枚目 5–2             |
| 1997年 （平成9年） | 東幕下3枚目 5–2         | 西幕下筆頭 6–1           | 東十両12枚目 7–8        | 西十両13枚目 9–6            | 西十両7枚目 2–3–10      | 西幕下2枚目 休場 0–0–7      |
| 1998年 （平成10年） | 西幕下2枚目 4–3         | 西十両13枚目 8–7         | 西十両9枚目 優勝 10–5   | 西十両2枚目 8–7             | 西十両筆頭 9–6          | 西前頭15枚目 5–10           |
| 1999年 （平成11年） | 東十両4枚目 7–8         | 西十両5枚目 8–7          | 東十両4枚目 7–8         | 東十両6枚目 8–7             | 西十両4枚目 9–6         | 東十両2枚目 11–4            |
| 2000年 （平成12年） | 西前頭13枚目 8–7        | 東前頭11枚目 5–10        | 東十両筆頭 7–8          | 東十両2枚目 8–7             | 西十両筆頭 7–8          | 西十両2枚目 5–10            |
| 2001年 （平成13年） | 東十両7枚目 5–8–2       | 東十両11枚目 休場 0–0–15 | 東十両11枚目 8–7        | 東十両10枚目 9–6            | 西十両6枚目 9–6         | 東十両3枚目 優勝 11–4       |
| 2002年 （平成14年） | 西前頭11枚目 7–8        | 西前頭12枚目 7–8         | 東前頭13枚目 6–9        | 東前頭15枚目 7–8            | 西十両2枚目 4–11        | 東十両9枚目 10–5            |
| 2003年 （平成15年） | 東十両3枚目 6–9         | 西十両5枚目 5–2–8        | 西十両9枚目 7–8         | 東十両10枚目 休場 0–0–15    | 東十両10枚目 7–8        | 西十両11枚目 11–4           |
| 2004年 （平成16年） | 東十両4枚目 9–6         | 東十両筆頭 6–9           | 西十両4枚目 3–12        | 西十両10枚目 3–12           | 東幕下6枚目 2–5         | 西幕下17枚目 引退 3–4–0     |
| 各欄の数字は、「勝ち-負け-休場」を示す。 優勝 引退 休場 十両 幕下 三賞：敢=敢闘賞、殊=殊勲賞、技=技能賞 その他：★=金星 番付階級：幕内 - 十両 - 幕下 - 三段目 - 序二段 - 序ノ口 幕内序列：横綱 - 大関 - 関脇 - 小結 - 前頭（「#数字」は各位内の序列） |                         |                          |                         |                             |                         |                             |

### 幕内対戦成績
| 力士名   | 勝数 | 負数 | 力士名   | 勝数 | 負数 | 力士名   | 勝数 | 負数 | 力士名   | 勝数 | 負数 |
| -------- | ---- | ---- | -------- | ---- | ---- | -------- | ---- | ---- | -------- | ---- | ---- |
| 安芸乃島 | 1    | 1    | 安芸ノ州 | 1    | 0    | 朝乃翔   | 1    | 2    | 朝乃若   | 2    | 2    |
| 旭豊     | 1    | 0    | 皇司     | 0    | 3    | 大日ノ出 | 1    | 0    | 小城錦   | 2    | 2    |
| 海鵬     | 2    | 1    | 旭鷲山   | 0    | 1    | 旭天鵬   | 1    | 1    | 金開山   | 0    | 1    |
| 光法     | 0    | 1    | 五城楼   | 1    | 0    | 琴錦     | 0    | 1    | 琴龍     | 0    | 1    |
| 敷島     | 0    | 1    | 霜鳥     | 0    | 3    | 十文字   | 2    | 1    | 戦闘竜   | 1    | 0    |
| 大善     | 0    | 4    | 貴闘力   | 1    | 1    | 隆乃若   | 1    | 0    | 高見盛   | 0    | 1    |
| 玉春日   | 1    | 2    | 玉乃島   | 4    | 0    | 玉力道   | 2    | 0    | 千代天山 | 2    | 1    |
| 寺尾     | 1    | 1    | 闘牙     | 0    | 2    | 時津海   | 0    | 3    | 栃栄     | 2(1) | 2    |
| 栃乃花   | 1    | 0    | 濵錦     | 2    | 1    | 濱ノ嶋   | 1    | 0    | 追風海   | 1    | 1    |
| 武雄山   | 0    | 2    | 北勝力   | 0    | 1    | 湊富士   | 2    | 1    | 雅山     | 1    | 0    |
| 和歌乃山 | 3    | 2    |          |      |      |          |      |      |          |      |      |

## 改名歴
力士
- 大碇 剛 （おおいかり つよし）1995年3月場所 - 2004年11月場所

年寄
- 大碇 剛（おおいかり つよし）2004年11月-2005年5月
- 甲山 剛（かぶとやま -）2005年5月-